# 만타 (웹사이트)
만타(영어: Manta)는 콘텐츠 기업 리디주식회사가 2020년 11월에 런칭한 글로벌 웹툰 구독 서비스다. 내부 웹툰 제작 스튜디오 및 파트너사와 함께 만타 오리지널 콘텐츠를 제작하고있다. 월정액 구독 서비스로, 콘텐츠를 매번 결제하지 않아도 돼 편리한데다 부담도 낮다. 덕분에 에피소드를 한꺼번에 정주행 하기에 편리하다는 평가를 받는다.

## 역사
만타는 2020년 11월, 리디주식회사의 대표이자 설립자인 배기식 대표가 만들었다. 만들어진지 오래되지 않은 웹툰 서비스이지만, 콘텐츠를 감상할 때마다 비용을 지불해야하는 대부분의 웹툰 서비스와는 다르게 월 정액 구독서비스로 서비스한다는 특징이 있다. 2023년 1월부터는 영어에 이어 스페인어 정식 지원을 알렸다. 같은 해 10월, 사업별 독립적 의사결정과 빠른 실행을 위해 사내독립기업(CIC)으로 승격됐다. 2024년 2월부터 프랑스어 서비스가 추가됐다. 9월에는 월정액 서비스에 이어 회차별 구매도 지원하고 인기 웹툰 300여편을 순차적으로 공개한다고 밝혔다.

## 콘텐츠
만타의 주요 작품은 리디주식회사가 운영하는 또다른 웹툰 플랫폼인 리디에서 연재되는 작품이다. 현재는 300개 이상의 작품을 서비스하고 있고, 평균적으로 월에 10개 신규 작품을 론칭하고 있다.
만타의 주요 작품 카테고리는 로맨스이다. 주요 작품으로는 <상수리나무 아래(Under the Oak Tree)>, <공작님 말씀을 거역하면 (Disobey the Duke if you Dare)>, 2022년 영상화 된 <시맨틱 에러 (Semantic Error)> 등이 있다. 그 외 액션, 스릴러, 호러 등의 장르 작품도 있다.
만타는 또한 다양한 분야의 IP 제작사와 협력하여 영화 및 드라마 등의 영상 콘텐츠를 웹툰화하는 사업 확장을 진행 중이다. 사례로는 <사바하 (Svaha: the Sixth Finger)>와 <끝까지 간다 (A Hard Day)>가 있다.

## 유저
만타는 2021년 3월 중순 출시 약 4개월 만에 미국 구글 플레이스토어 만화 앱 1위에 올랐으며, 출시 1년여만에 구글 플레이스토어 만화 앱 부문에서 북미·유럽·아시아 지역 16개국 1위를 기록하는 등 가파른 성장세를 이어가고 있다. 2022년 10월, 800만 다운로드를 기록했다.

## 같이 보기
- 웹툰
- 네이버 웹툰
- 카카오 웹툰